# Hermann Winkelmann
Hermann Winkelmann, egentlig Hans Emil Friedrich Winkelmann, (8. marts 1849 i Braunschweig—18. januar 1912 i Mauer bei Wien) var en tysk operasanger. Han var søn af Christian Ludewig Theodor Winkelmann.
Winkelmann skulle oprindelig være pianofortefabrikant og gik derfor til Paris for at søge uddannelse i de franske klaverfabrikker; men lysten til kunsten vandt overhånd; han tog undervisning hos en italiensk sanglærer, fortsatte sine studier hos Koch i Hannover, debuterede 1875 i Sondershausen og var 1883—1906 højt anset medlem af den wienske hofopera. Winkelmanns repertoire omfattede alle de store tenorpartier, og hans kunst magtede lige så fuldt den franske og italienske opera som de store Wagner-partier; 1882 kreerede han Parsifal i Bayreuth.